# 王雄 (弘治進士)
王雄（1452年—？），字世傑，順天府永清縣人，軍籍，明朝政治人物，弘治癸丑進士，官至知府。

## 生平
成化十九年（1483年）癸卯科順天府鄉試第四十七名舉人，弘治六年（1493年）癸丑科進士。授行人司行人，十三年九月因言事降调云南浪穹县县丞。历升河南汝州知州，官至湖廣常德府知府。

## 家族
曾祖王四；祖父王文質；父王海，母高氏。永感下。